# 헬레네 반나리
헬레네 반나리(Helene Vannari, 1948년 3월 20일~2022년 3월 16일)는 에스토니아의 배우이다.